# Sekwencja Shine-Dalgarno
Sekwencja Shine-Dalgarno, sekwencja Shine’a-Dalgarno (5’-AGGAGG-3’) – sekwencja nukleotydów w mRNA prokariontów stanowiąca miejsce wiązania rybosomu. Nazwa sekwencji pochodzi od jej odkrywców – australijskich naukowców Johna Shine’a i Lynn Dalgarno.
Sekwencja ta, bogata w puryny, znajduje się w odległości 3–10 nukleotydów powyżej kodonu inicjującego (miejsca rozpoczęcia translacji). Kodem inicjującym jest zwykle AUG (rzadziej GUG lub UUG). Kodon AUG nie zawsze jednak jest kodonem startu, gdyż może on także kodować metioninę wewnątrz łańcucha polipeptydowego. Dopiero wystąpienie w pobliżu inicjującego kodonu sekwencji Shine’a-Dalgarno jest sygnałem inicjującym translację.
Sekwencja Shine’a-Dalgarno jest komplementarna do sekwencji znajdującej się na końcu 3′ 16S rRNA (tzw. sekwencja anty-Shine-Dalgarno) wchodzącego w skład małej podjednostki rybosomu, umożliwiając związanie się z mRNA. W różnych genach sekwencja ta może wykazywać różny stopień komplementarności, zwykle są to jednak niewielkie modyfikacje rdzenia GGAGG. Przykładowo u E. coli sekwencja najwyższej zgodności to AGGAGGU.
Inicjacja translacji jest u bakterii uważana za etap limitujący w tłumaczeniu mRNA na białko i determinuje ogólną ekspresję genu. Nie wszystkie geny prokariontów mają taką sekwencję, która transkrybowanemu mRNA nadawałaby sekwencję Shine’a-Dalgarno. Jej brak oraz słabe kodony startu (GUG, UUG) może znacznie zmniejszyć ekspresję danego genu.
Jeden mRNA może zawierać więcej niż jedną sekwencję Shine’a-Dalgarno znajdującą się w sąsiedztwie kodonu inicjującego, a wtedy może on kodować wiele polipeptydów. Taki mRNA nazywa się policistronowym. Jest on transkryptem operonu – na przykład u E. coli operon laktozowy koduje pojedynczy mRNA, który zawiera informację o trzech białkach.
U eukariontów inicjacja translacji przebiega inaczej – mała jednostka rybosomowa rozpoznaje czapeczkę na końcu 5′ mRNA. Następnie przesuwa się w kierunku końca 3′, aż pojawi się kodon inicjujący. Zwykle jest to kodon AUG w obrębie sekwencji Kozak. 